# Hertig Jing av Qin

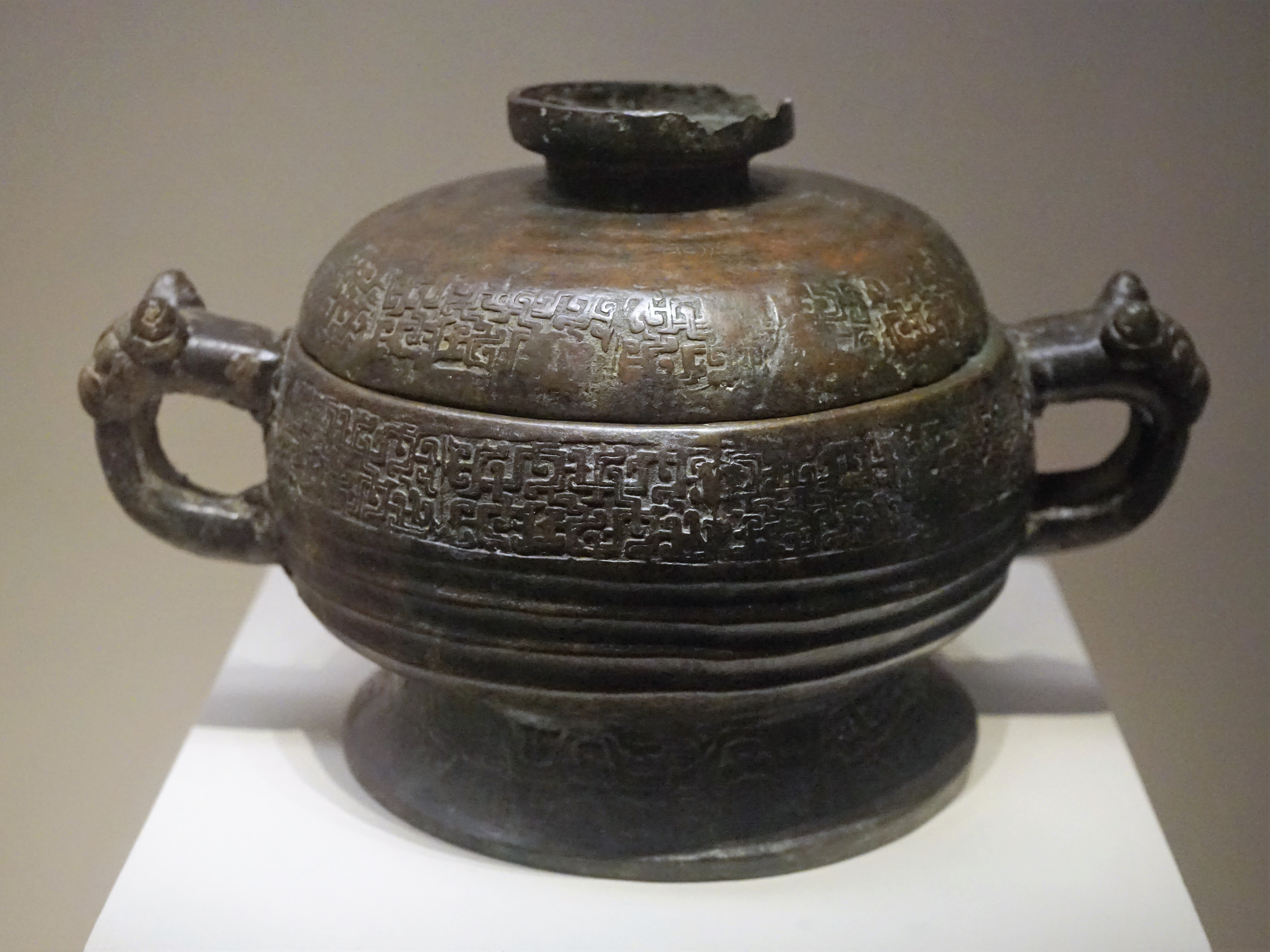
Ett bronskärl vars inskription berättar att Hertig Jing av Qin var fast besluten att fortsätta sina föregångares arbete, och att bevaka deras land.

Hertig Jing av Qin (秦景公; Qín Jǐng gōng) (r. 576 alt. 577–537 f.Kr.) var regent över den kinesiska feodalstaten Qin under epoken Vår- och höstperioden från Östra Zhoudynastin. Hans personnamn var Ying Hou (嬴後). Hertig Jing är i populärhistoria huvudsakligen känd för upptäckten 1976 av hans utmärkande stora grav. Hertig Jing av Qins grav är en föregångare till det betydligt mer kända Qin Shi Huangdis mausoleum, och hertig Jing introducerade användandet av stora begravningskomplex i Kina.
Hertig Jing efterträdde Hertig Huan. Hertig Jing regerade feodalstaten Qin från dess huvudstad Yong, vilken låg i sydöstra delen av dagens Fengxiang härad i Shaanxiprovinsen. Även under hertig Jins regenttid så  blev Qin attackerad av militäralliansen som leddes av hertig Dao av Jin. Hertig Jings bror, Prins Houzi (后子), som var känd för sin stora förmögenhet, flydde från Qin på grund av rädsla att bli avrättad. Prins Houzi återvände till Qin efter att hertig Jing avlidit. Hertig Jing efterträddes efter sin död av Hertig Ai.

## Hertig Jing av Qins grav
Upptäckten 1976 av Hertig Jing av Qins grav är en av de största kinesiska arkeologiska fynden under 1900-talet. Den arkeologiska utgrävningen, som pågick i tio år, är en av de största i Kina. Graven utmärker sig att vara mycket stor och djup. Graven är uppbyggd i en ungefär 24 meter djupt grop i form av en upp och nervänd pyramid med trunkerad topp. Gropen mäter i botten ungefär 60 gånger 40 meter. Gravkammaren i botten på gropen är i form av bokstaven T, och mäter 16 gånger 5.7 meter. Gravkammaren består av flertal rum.
Även om graven plundrats ett flertal gånger under Tangdynastin och Songdynastin har arkeologerna hittat 180 kistor med mänskliga kvarlevor och gravgods i graven. Totalt har 3 500 arkeologiska artefakter och 166 kroppar hittats. En del begravdes till synes levande eller blev tvingade till självmord. Graven finns i Fengxiang härad, i anslutning till Qins dåvarande huvudstad. I gravens närområde finns ytterligare nitton gravar tillhörande hertigar från riket Qin. Utgrävningen har även bidragit till kunskaperna om slavsamhället i västra Kina under 500-talet f.Kr.